# Kanslihuset, Drottningholm

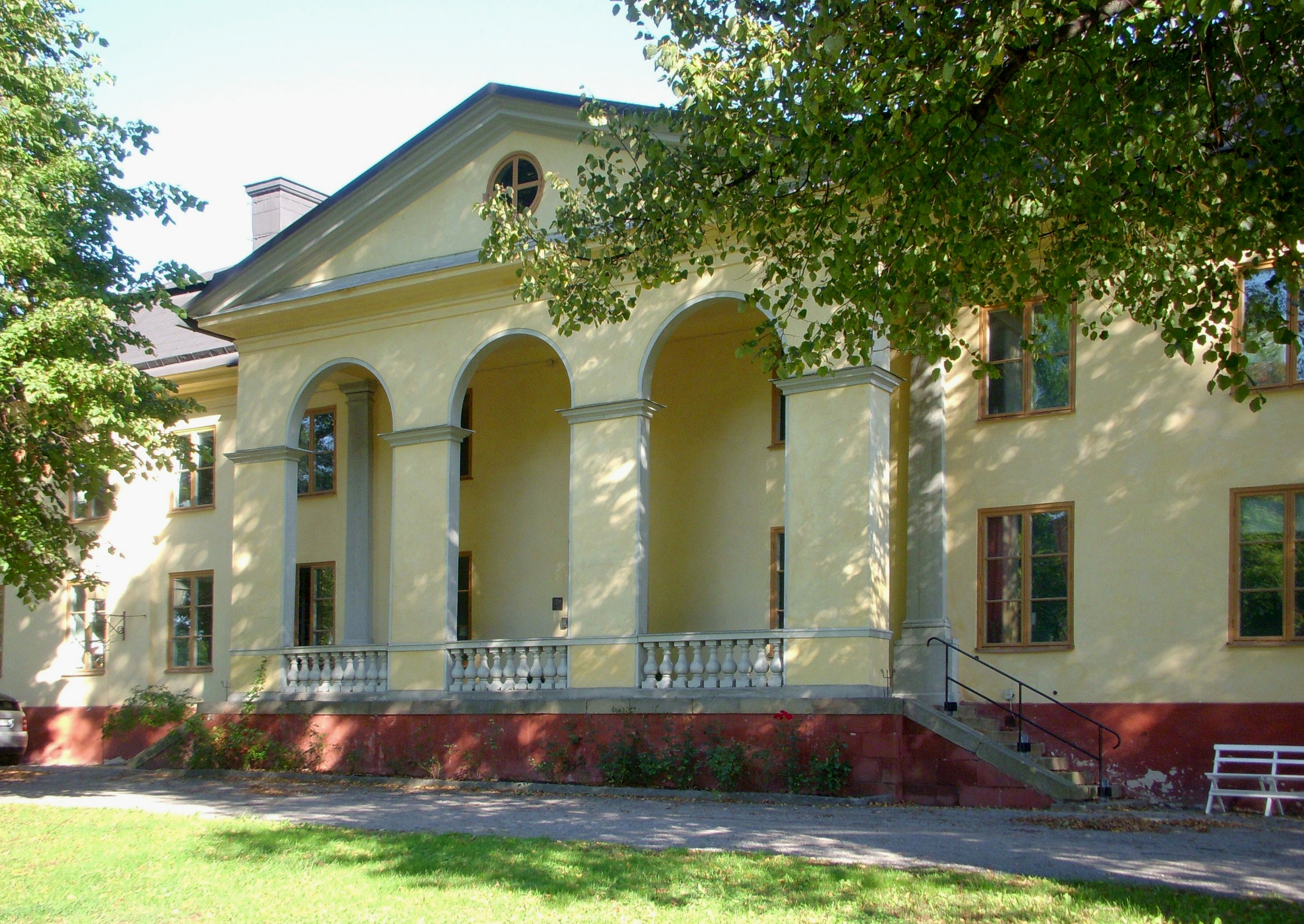
Kanslihuset i september 2011.

Kanslihuset är en byggnad vid Långa raden 5 på Drottningholmsmalmen, Ekerö kommun. Huset byggdes 1787 som kontor och bostäder för landshövdingen och hans tjänstemän, därav namnet. Byggnaden ägs och förvaltas av Statens fastighetsverk. Det är sedan 1935 ett byggnadsminne och ingår i Drottningholms världsarv.

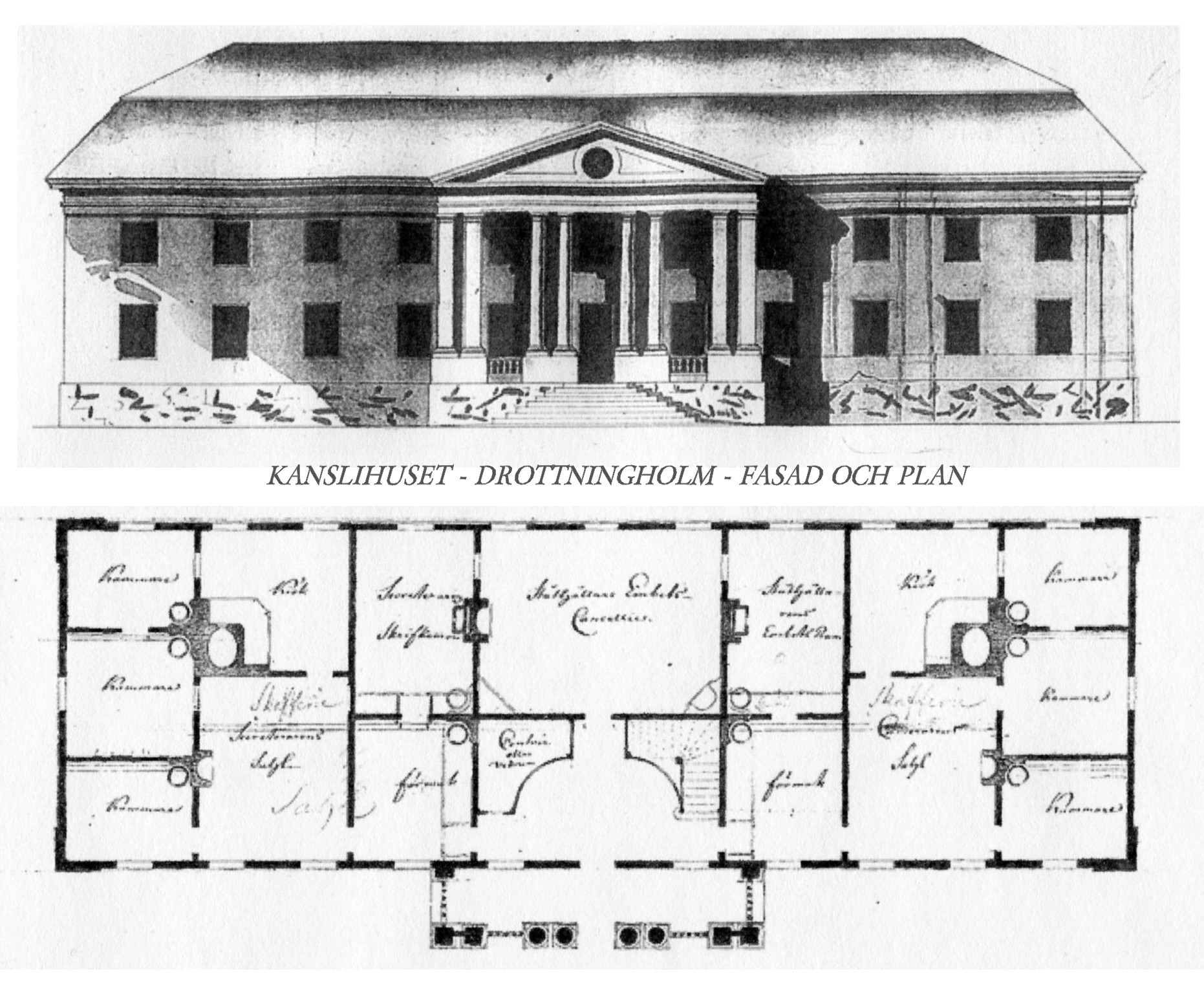
Tempelmans fasad- och planritning.

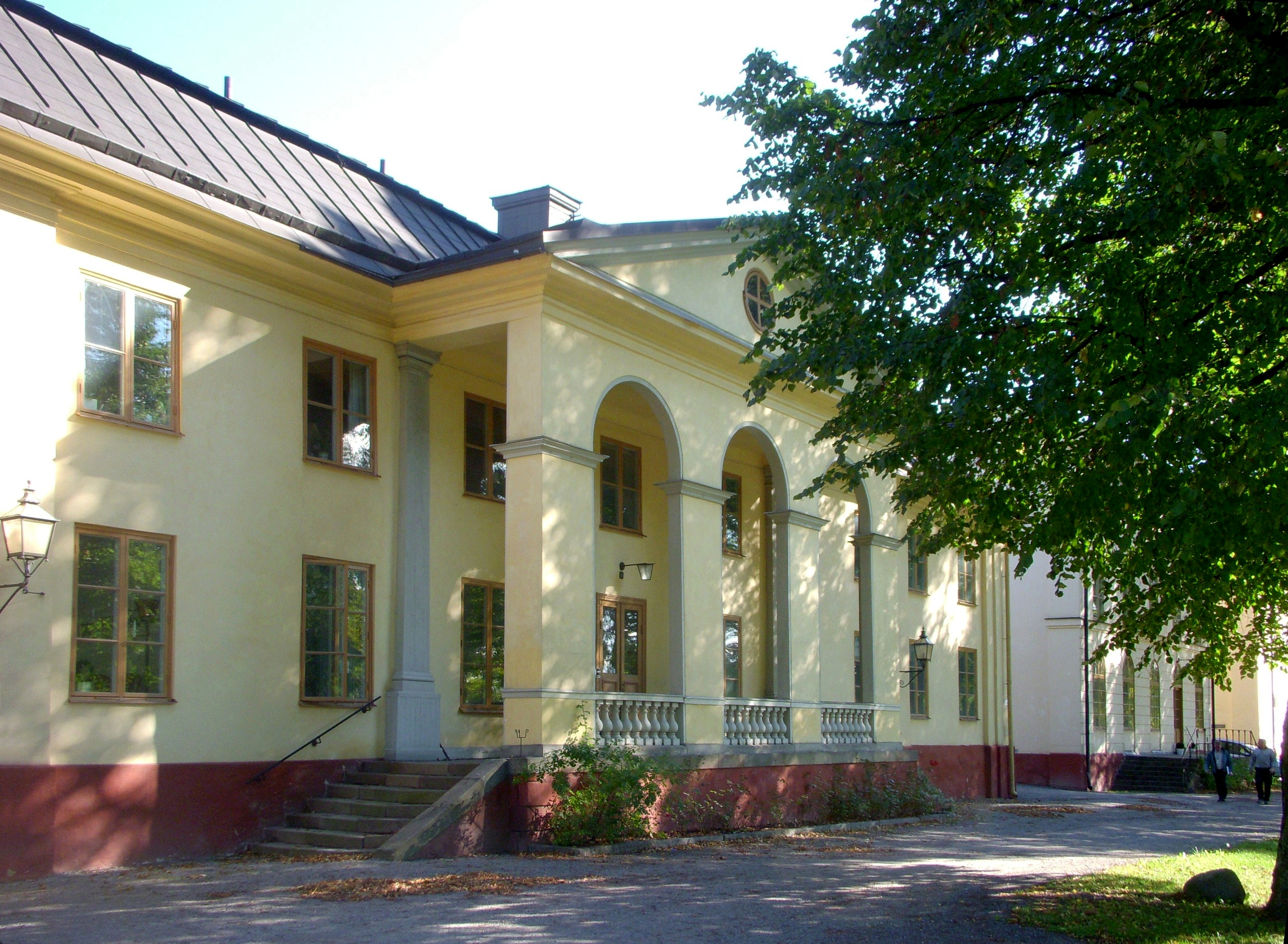
Kanslihuset i september 2011.

Huset uppfördes år 1787 som en putsad tegelbyggnad vilken innehöll kontor och bostäder för den nytillträdde landshövdingen och hans tjänstemän för det då nyinrättade Drottningholm och Svartsjö slotts län. Första landshövding blev Gustav III:s gunstling; Adolf Fredrik Munck af Fulkila. I bottenvåningen låg kontorsrum och den stora kanslisalen, i övervåningen fanns bostadsrum. 
Vilken arkitekt som ritade huset är inte helt klarlagt men det kan ha varit Olof Tempelman eller Carl Fredrik Adelcrantz ella båda tillsammans, Adelcrantz var Tempelmans chef. Fasaden mot vägen har en kraftig accentuerad frontespis med arkadgång som begränsades ursprungligen av fristående kolonner. År 1795 besökte målaren Jonas Carl Linnerhielm platsen och antecknade bland annat i sin resedagbok: Bland desse utmärker sig i synnerhet Ståthållare-Cantzilies Hus, vars facade prydes af fristående Colonner och utgör en ganska vacker byggnad.
Åren 1847 till 1862 hade slottsarkitekten Fredrik Wilhelm Scholander sin bostad i bottenvåningen. Fram till 1919 var planlösningen i stort sett oförändrad, då det genomfördes en omdisponering av husets rum i samband med en stor renovering. På 1950 genomfördes ytterligare en renovering som resulterade i fyra bostadslägenheter.